# HIST1H2BM
HIST1H2BM‏ (Histone cluster 1 H2B family member m) هوَ بروتين يُشَفر بواسطة جين HIST1H2BM في الإنسان.